# Ettelbruck
Ettelbruck (luksemburški: Ettelbréck, njemački: Ettelbrück) je grad od 6624 stanovnika na sjeveru Velikog Vojvodstva Luksemburga.
Ettelbruck je poznat po tome što je bio u samom središtu velikih bitaka za Ardenske ofenzive u studenom 1944., pred kraj Drugog svjetskog rata. Grad su oslobodile jedinice 80. divizije američke 3. armije generala Pattona za Božić 1944. godine.